# Peter Hindley
Peter Hindley (Worksop, 19 mei 1944 - 1 februari 2021) was een Brits voetballer. Hij was een verdediger.

## Loopbaan
Hindley speelde voor Nottingham Forest, Coventry City en Peterborough United. Hij had een interland gespeeld voor Engeland onder 23 jaar.
Hindley's vader, Frank Hindley, speelde voor Nottingham Forest en Brighton & Hove Albion voor en na de Tweede Wereldoorlog.
Hij stierf aan dementie op zijn 76e jaar.